# Basketbol'nyj Klub Dynamo Kyïv
La Basketbol'nyj Klub Dynamo Kyïv è una società di pallacanestro femminile di Kiev, capitale dell'Ucraina, parte della polisportiva Dynamo Kyïv. È conosciuta anche come Dynamo-NPU per l'abbinamento con l'Università nazionale pedagogica Drahomanov.

## Storia
La società Dynamo è stata fondata nel 1927.
Nel 2013-2014 si è ritirata dal campionato per problemi economici; è stata poi riammessa al campionato successivo.
La società ha partecipato a quattro edizioni di Coppa Ronchetti, vincendone una; inoltre ha partecipato a cinque edizioni della EuroLeague Women e una di EuroCup Women. Nella vittoriosa Ronchetti 1987-1988, le sovietiche erano una squadra dalla grande precisione al tiro da tre e che giocava davanti a cinquemila spettatori.

## Palmarès
- Coppa Ronchetti: 1

1987-1988
- Campionato sovietico femminile: 3

1949, 1991, 1992
- Campionato ucraino femminile: 9

1992, 1993, 1994, 1995, 1996, 2012, 2013, 2015
- Coppa dell'Unione Sovietica femminile: 1

1950, 1951